# 길미
길미(본명: 길미현, 1983년 4월 10일 ~ )는 대한민국의 가수, 래퍼이다.

## 바이오그래피

### 초창기
길미는 대구광역시에서 1남 1녀 중 첫째로 태어났다. 초등학교 시절 AFKN을 통해 처음 흑인 음악을 접하고 매력을 느낀 그녀는 중학교때부터 공원에서 춤을 추는 등 가수가 될 꿈을 키워왔으며 고등학교 때는 흑인 음악 동아리를 조직해 활동하면서 스스로 가사를 적기도 하였다. 2000년에는 오디션을 통해 기획사에 들어가 크레이지덕, 로빈, 솔비와 함께 “크레이지덕 군단”이라는 그룹을 준비하였으나 이는 남성 멤버들의 군입대로 무산되었다. 대구가톨릭대학교에 진학하면서 고향 대구로 내려온 그녀는 대학에 들어가서도 힙합 동아리에 속해 활동하였고, 여러 아르바이트를 전전하면서 주 무대를 언더그라운드로 옮겼다. 이 당시 그녀는 길미와 Killme라는 예명을 번갈아가며 썼으며, 대학동아리 B.O.F.을 거쳐 192 & Killme라는 듀오의 멤버로 3년간 활동, 클럽 Slug.er의 무대에 올랐다. 한편, 2007년에는 양동근의 섭외로 연극 《관객모독》의 무대에 올라 열연하였다.

### 은지원과의 만남
랩보다는 보컬을 우선으로 삼았으며, 점차 언더그라운드에서 인지도를 키워나간 길미는 같은 Slug.er 출신인 Sunday 2PM, Brown Sugar 앨범을 비롯, Marco, 공명정대 등 여러 힙합 아티스트의 음반에 피쳐링하였다. 그러던 중 홍대 클럽 무대에서 은지원과 만나게 되고, 그녀의 공연을 눈여겨본 은지원은 그녀에 대한 지원을 약속하였다. 실제로, 그 다음 해 나온 은지원의 앨범에 두 곡을 참여하였다.
이러한 인연으로 길미는 은지원이 세운 레이블 GYM 엔터테인먼트의 제1호 가수가 되었고, 준비 끝에 2009년 6월 첫 싱글 앨범을 발표하였다. 데뷔 타이틀곡이었던 Love Cuts는 그녀가 보컬은 물론 그동안 많이 드러나지 않았던 랩을 전면에 들고 나온 곡이기도 하였으며, 특히 은지원과의 관계가 잘 알려져있지 않던 상태에서 뮤직비디오에 은지원이 출연하면서 그녀가 누구인가에 대한 대중의 관심이 높아졌다. 데뷔 이후 그녀는 신인가수로써는 유일하게 DJ DOC 풀사이드 파티에 초대 가수로 초청받아 또 한 번 화제가 되기도 하였다. 한편, 그녀가 소속된 GYM 엔터테인먼트가 은지원의 회사이고, 길미의 싱글 앨범이 은지원이 처음으로 제작한 앨범인 것도 뒤늦게 며칠 지나 알려졌다.

### 클로버 결성
데뷔 후 랩과 노래를 병행하면서 “제2의 윤미래”란 찬사를 받은 그녀는 2009년 12월 정엽과 함께 〈넌 나를 왜〉로 활동을 이어나갔으며, 2010년에는 아웃사이더가 참여한 〈사랑은 전쟁이다〉를 발표하였다. 그리고 이 활동의 결과물로 2010년 7월 첫 정규 앨범 Love Actually가 발매되었다.
2011년 3월, 길미는 은지원, Mr. Tyfoon과 함께 그룹 클로버를 결성, 앨범을 발표하였다. 이는 은지원이 10년 만에 결성하는 그룹이라고 하여 화제가 되었다. 이들의 첫 싱글이었던 La Vida Loca는 과거 은지원과 Mr. Tyfoon이 해왔던 라틴 스타일의 힙합곡이었으며, 음원 차트에서 1위를 하고 미국 케이팝 사이트에 소개되는 등 호평을 받았다. 클로버에서 길미는 머리를 붉게 염색하고 네티즌들로부터 “불호령 랩”이라는 별명을 얻은 강한 플로우로 또 한 번 좋은 인상을 남겼다. 이후 클로버는 오랫동안 휴식기를 가지다가 2012년 8월, 11개월 만에 컴백하여 활동을 재개하였다. 2013년에는 《불후의 명곡: 전설을 노래하다》에 출연하기도 하였다.

## 대표곡
- Love Cuts
- 〈넌 나를 왜〉
- 〈사랑은 전쟁이다〉
- 〈미안해 사랑해서〉
- 〈우리 사랑 이대로〉
- 〈바보처럼 왜 이래〉
- 〈내가 먼저〉

## 앨범
- 2009년 6월 30일 디지털 싱글 The 1st Purpledream Sound
- 2009년 12월 14일 디지털 싱글 The 2nd Purpledream Sound
- 2010년 5월 19일 디지털 싱글 The Bridge of Love Actually
- 2010년 7월 29일 정규 1집 앨범 Love Actually
- 2010년 12월 10일 디지털 싱글 The 4th Purpledream Sound
- 2012년 7월 13일 디지털 싱글 내가 먼저
- 2012년 12월 7일 디지털 싱글 My Sweetie
- 2013년 3월 20일 디지털 싱글 웃고 떠나
- 2014년 5월 12일 디지털 싱글 NObody kNOws
- 2014년 9월 4일 정규 2집 앨범 2 Face
- 2015년 4월 1일 디지털 싱글 Tell Me This Is Real
- 2015년 5월 15일 디지털 싱글 멈출 수 없어
- 2019년 9월 29일 디지털 싱글 WHEEL OF FORTUNE

## 이름
- 길미는 그녀의 본명 길미현의 앞 두 글자를 딴 것이다. 한때 Killme라는 이름으로 활동하기도 하였으나 너무 센 이름이라는 판단 하에 Gillme로 예명을 바꿨다.[1]

## 방송
- 2017년  MBC 복면가왕 인터넷 서핑 마니아 서핑걸 (참가자)